# 黃邊胡蜂
黃邊胡蜂（學名Vespa crabro），又名歐洲黃蜂或歐洲胡蜂，是歐洲最大的胡蜂。蜂后長2.5-3.5厘米，雄蜂及工蜂較為細小。雄蜂的觸角有13節，雌蜂的則只有12節。雄蜂腹部有明顯7節，但雌蜂的則有6節。雌蜂有產卵器進化為刺狀。
黃邊胡蜂除了保護蜂巢或自衛外都不怎麼帶有攻擊性。若被刺中則會很痛。

## 特徵

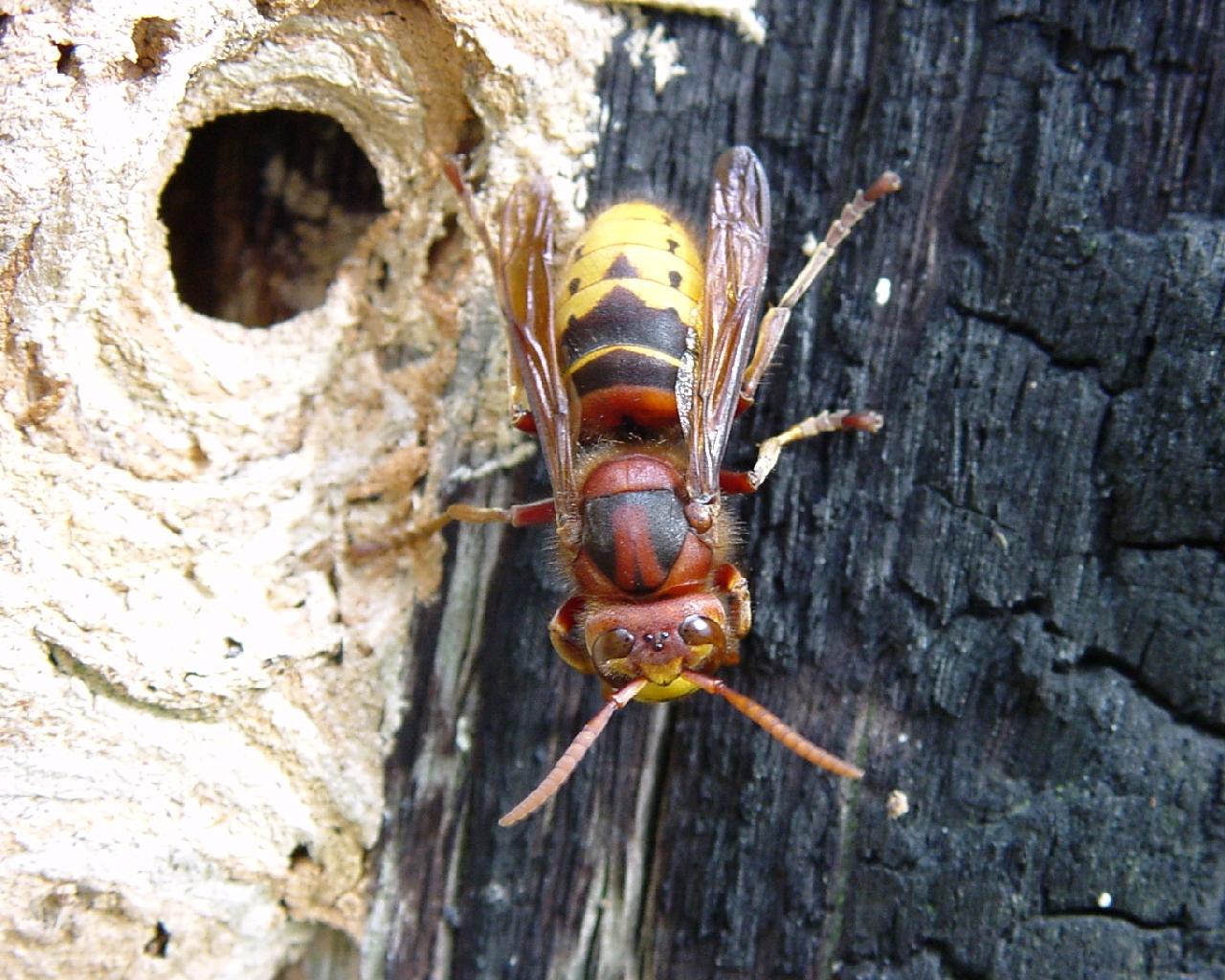
黃邊胡蜂的背部。

黃邊胡蜂的眼睛呈腰豆狀。翅膀呈紅橙色，腹部呈褐色有黃色斑紋。它們比普通黃胡蜂大，但比大虎頭蜂細小。胸部及腹部都有毛，但數量比蜜蜂小。

## 與人類關係

### 攻擊性

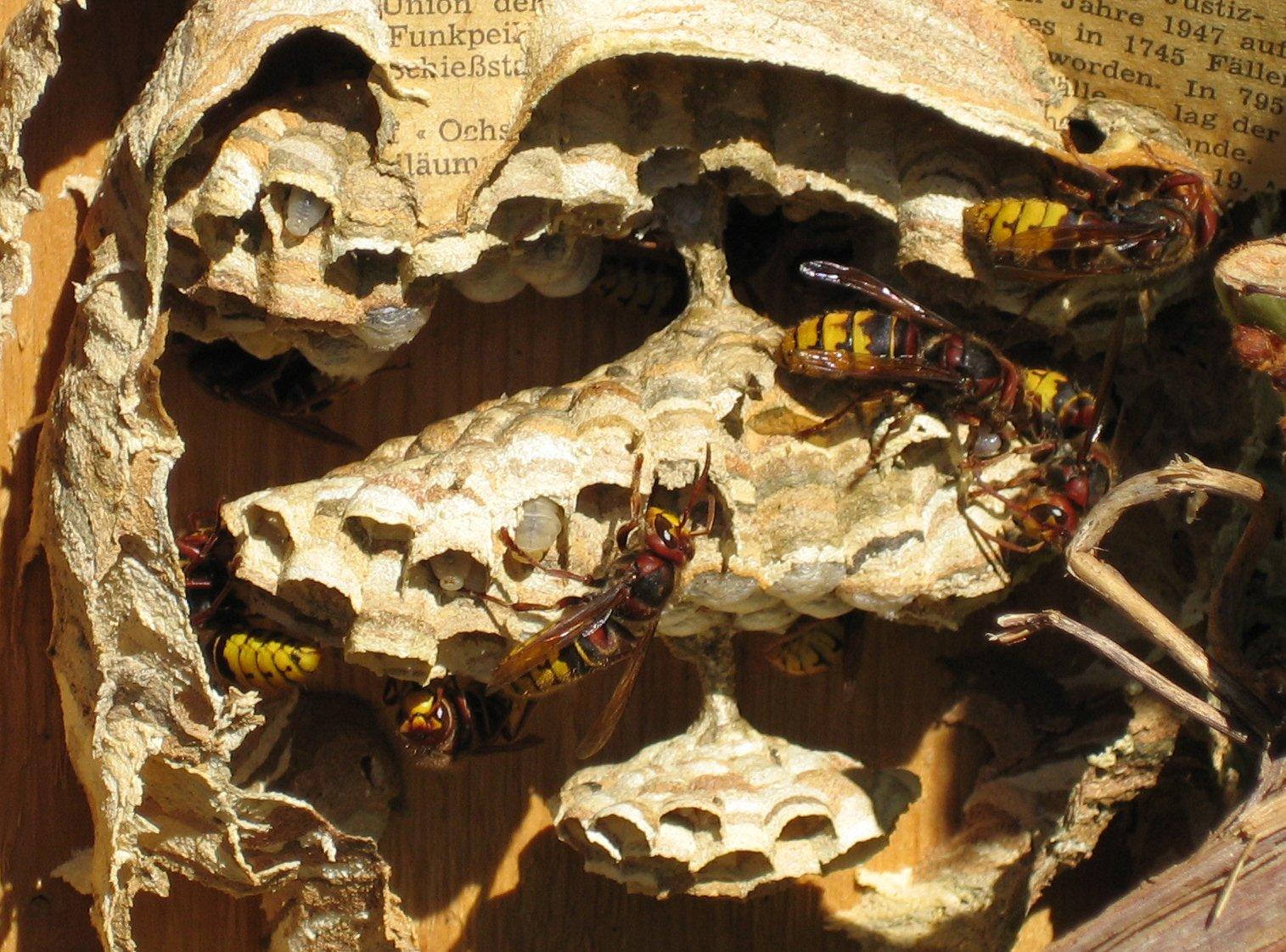
蜂巢內的黃邊胡蜂。

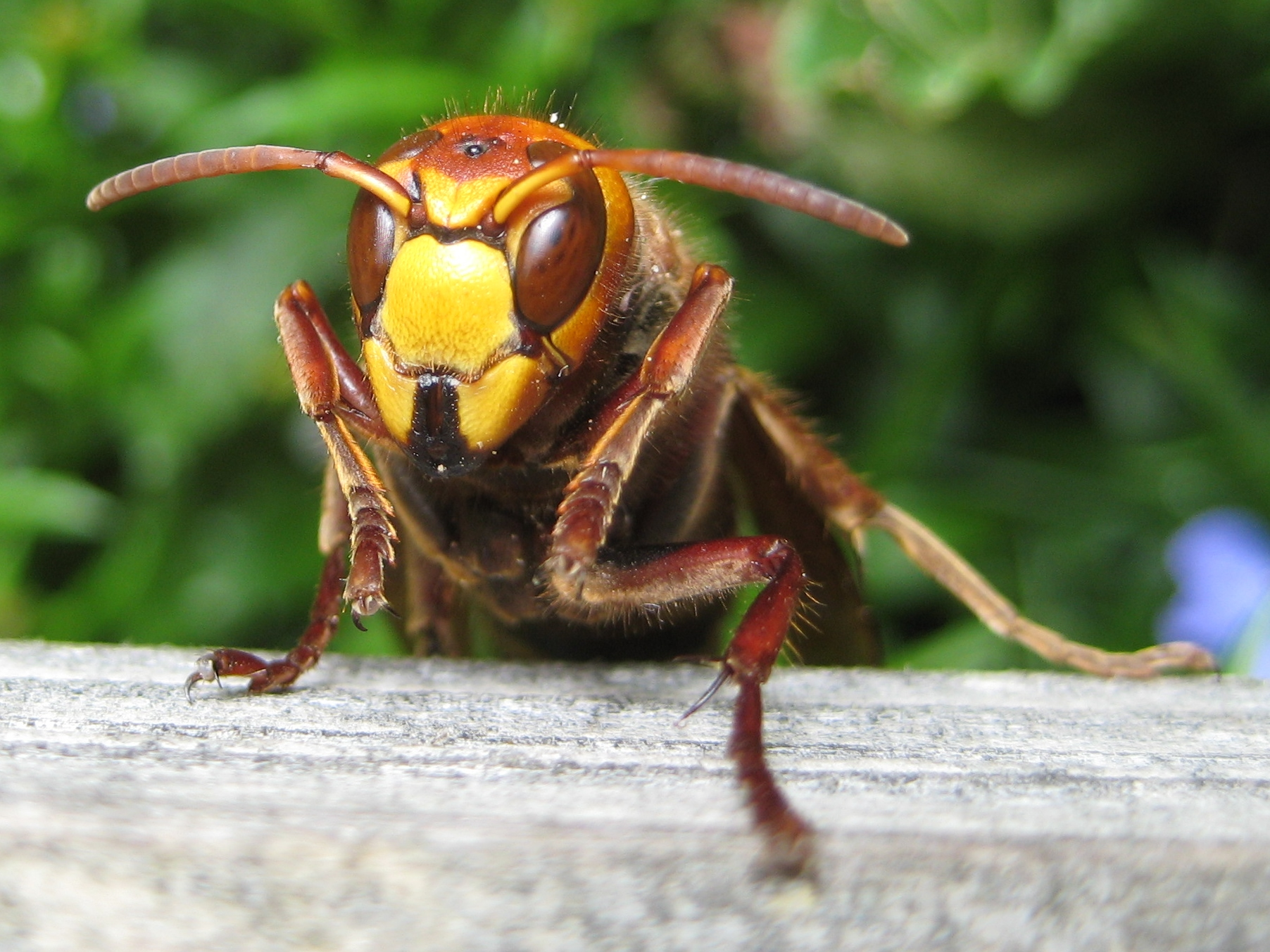
黃邊胡蜂的頭部。

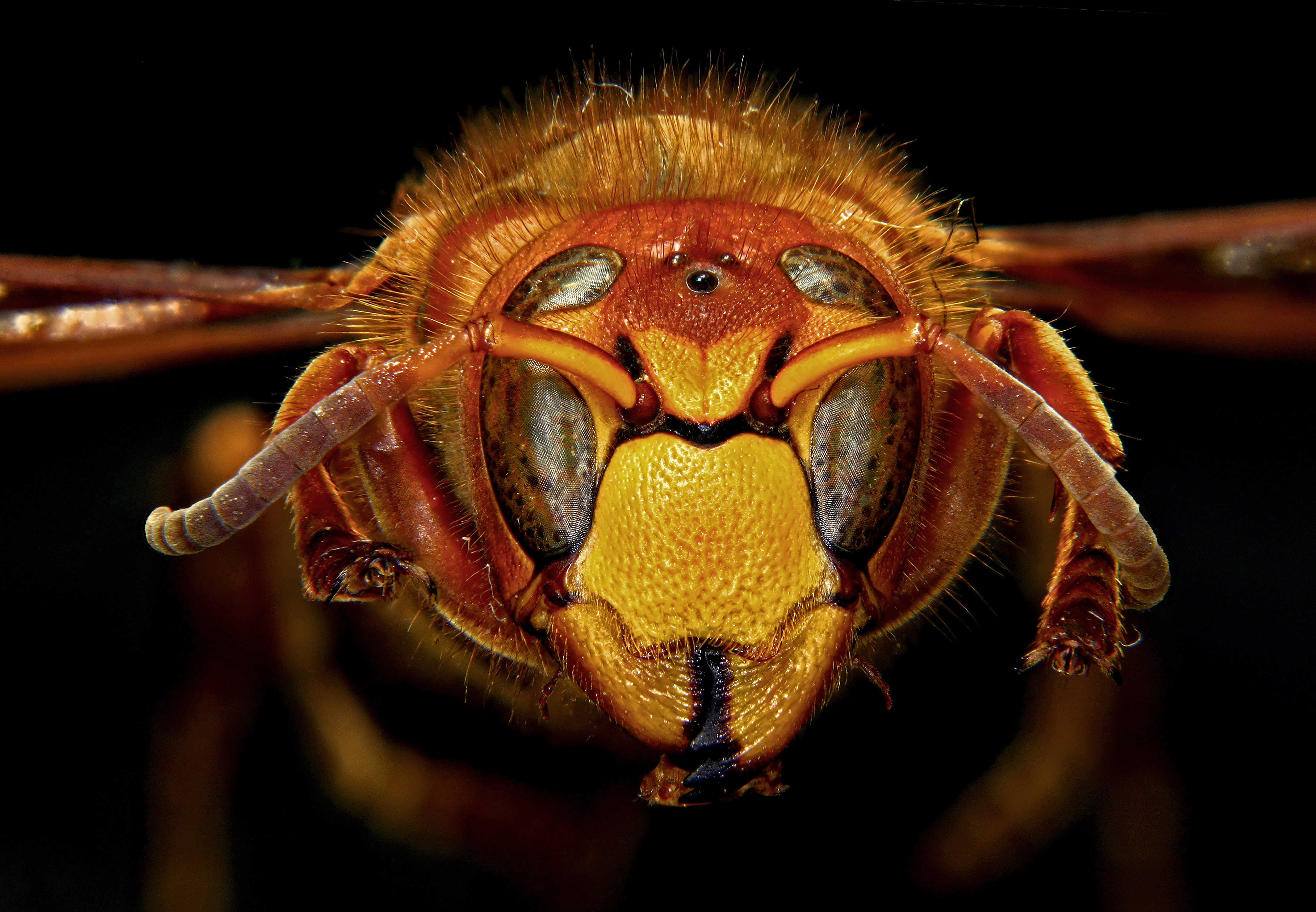
一只黃邊胡蜂的头部特写。

黃邊胡蜂經常被誤認為富攻擊性及危險，故有些人十分怕它們。有些人甚至於相信被它們刺三次就會死亡，而七次則可以殺死一匹馬。其實它們並不比其他胡蜂危險，而且它們也不怎麼帶有攻擊性。當近看時，會發現它們實際在慢慢向後爬行而最終逃走。若遠離蜂巢，它們不帶有攻擊性，但多隻工蜂會出來保護受騷擾的蜂巢。在戶外的蜂巢並不會造成問題，但因積聚糞便的臭味，在室內的蜂巢則會造成滋擾。

### 保育狀況
由於對黃邊胡蜂的誤解，蜂巢經常會被破壞，令它們受到威脅及甚至瀕危。它們在一些國家受到法例保護，尤其是德國。

### 向光性
黃邊胡蜂在夜間會受光所吸引，但卻不會受食物或食物垃圾所吸引。不過，它們卻可以完全破壞果實，如蘋果等。

## 分布与分类
黄边胡蜂在全世界都有分布，随地域不同而有不同的颜色形态，可分成以下亚种：
- Vespa crabro crabro Linnaeus, 1758 分布于斯堪的纳维亚地区、俄罗斯欧洲地区

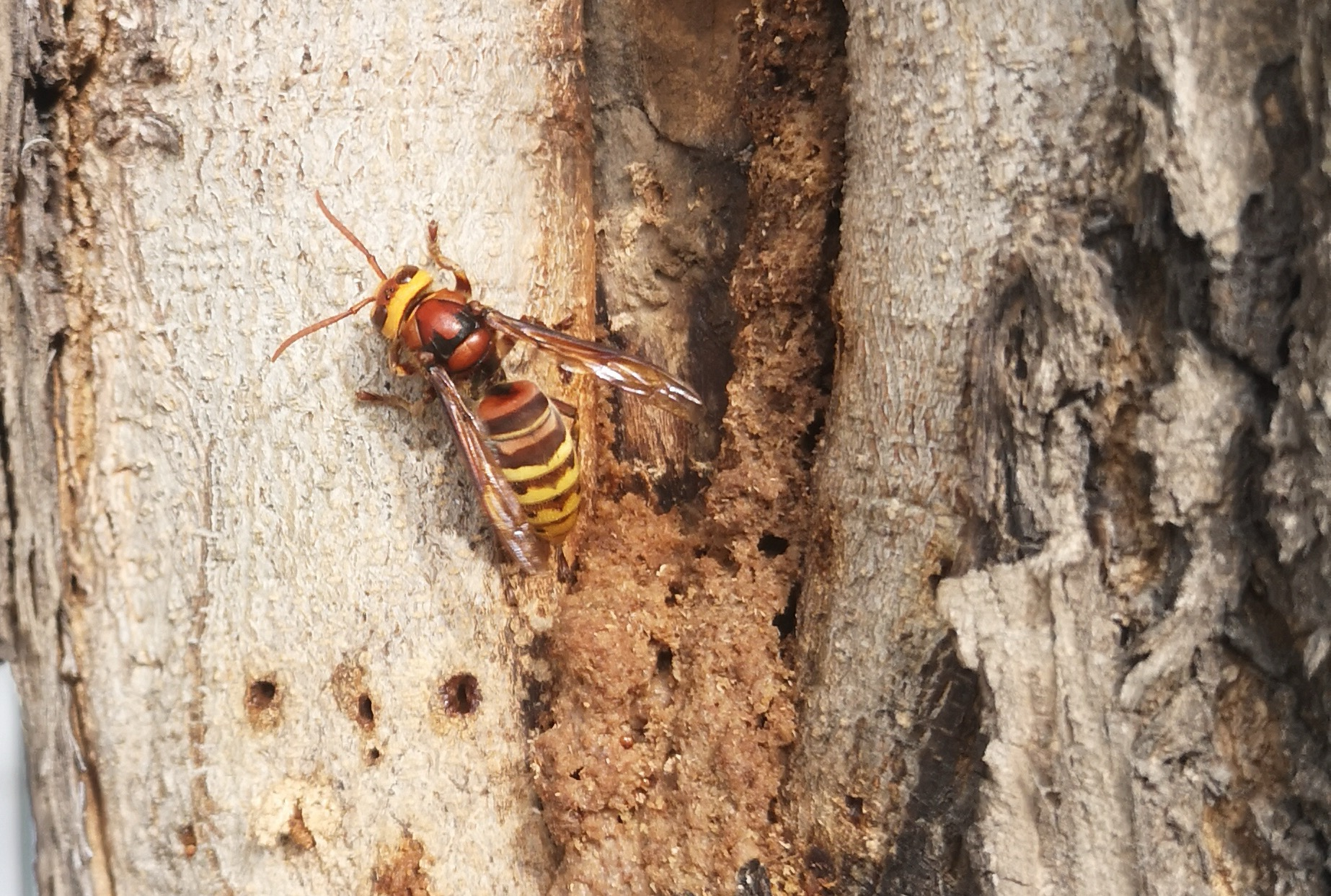
中国天津的黄边胡蜂

- Vespa crabro grobodoi Harris, 1776 分布于英格兰南部和威尔士
- Vespa crabro germana Christ, 1791 分布于西欧大部分地区如德国，法国，捷克。被人为引入美国东部
- Vespa crabro crabroniformis Smith, 1852 分布于中国南方长江流域地区如江苏省、安徽省、四川省、湖北省
- Vespa crabro oberthuri du Buysson, 1902 分布于中国西南地区如贵州省，云南省，四川省，西藏自治区
- Vespa crabro flavofasciata Cameron, 1903 分布于日本列岛（除冲绳群岛），朝鲜半岛和中国东北地区
- Vespa crabro altaica Pérez, 1910 分布于俄罗斯亚洲地区西南部，阿尔泰山脉区域和蒙古国北部，以及中国新疆阿勒泰地区
- Vespa crabro caspica Pérez, 1910 分布于伊朗北部和外高加索地区
- Vespa crabro birulai Birula, 1925 分布于中国北方地区如河南省，山东省，北京市，河北省，天津市等地区

## 外部連結
- European hornet protection （页面存档备份，存于）
- Penn State Entomology Department Fact Sheet （页面存档备份，存于）